# Putaxcat
Putaxcat är en ort i Mexiko.   Den ligger i kommunen Huehuetla och delstaten Puebla, i den sydöstra delen av landet, 170 km öster om huvudstaden Mexico City. Putaxcat ligger 499 meter över havet och antalet invånare är 890.
Terrängen runt Putaxcat är lite bergig. Runt Putaxcat är det ganska tätbefolkat, med 207 invånare per kvadratkilometer. Närmaste större samhälle är Olintla, 6,2 km väster om Putaxcat. I omgivningarna runt Putaxcat växer i huvudsak städsegrön lövskog.